# 圣弗雷扎勒-达尔比日
圣弗雷扎勒-达尔比日（法語：Saint-Frézal-d'Albuges）是法国洛泽尔省的一个市镇，属于芒德区。该市镇总面积17.2平方公里，2009年时的人口为51人。

## 人口
圣弗雷扎勒-达尔比日人口变化图示